# Estrella de servei
Una estrella de servei (anglès: service star) és una estrella en miniatura de cinc puntes de bronze o plata de 3⁄16 de polzada (4,8 mm) de diàmetre que està autoritzada per ser usada pels membres dels vuit serveis uniformats dels Estats Units en medalles i cintes per indicar un premi addicional o període de servei. L'estrella del servei també es pot anomenar estrella de campanya o estrella de batalla depenent del premi per al qual està autoritzada l'estrella i de la manera en què s'utilitza el dispositiu per al premi.

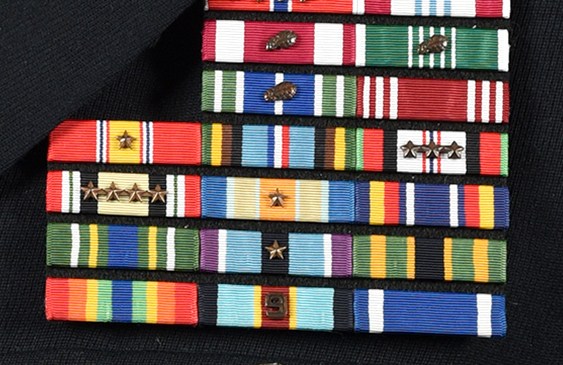
Estrelles a les cintes de servei

Les estrelles de servei, de campanya i de batalla es porten amb un punt de l'estrella apuntant cap amunt a la cinta de suspensió d'una medalla o cinta de servei. Es porta una estrella de plata en lloc de cinc estrelles de bronze. De vegades, una estrella de servei es confon amb una Estrella de bronze (medalla d'estrella de bronze) o una Estrella de plata (medalla d'estrella de plata). L'estrella de servei també és similar a les estrelles d'or i plata de 5 ⁄ 16 polzades que es poden autoritzar per portar-se en condecoracions individuals específiques de determinats serveis per indicar decoracions addicionals.

## Estrelles de servei

### Medalles expedicionàries
Les estrelles de servei estan autoritzades per a aquestes medalles expedicionàries dels Estats Units:
- Medalla de les Forces Armades Expedicionàries
- Medalla de la Marina Expedicionària
- Medalla del Cos de Marines Expedicionaris
- Medalla del Servei a la Guerra Global contra el Terrorisme(GWOT-EM) efectiva el 9 de febrer de 2015, retroactiva a l'11 de setembre de 2001.[3] Cada estrella representa un desplegament en suport d'una operació GWOT aprovada. Quatre estrelles de servei de bronze estan autoritzades per a cinc operacions de desplegament aprovades (només s'atorga un GWOT-EM per a cada operació). Les cinc operacions aprovades per GWOT-EM per dates incloses són:[3]
- Llibertat duradora: 11 de setembre de 2001, per determinar (per determinar)
- Llibertat iraquiana : 19 de març de 2003 - 31 d'agost de 2010
- Nomad Shadow : 05 de novembre de 2007 – TBD
- Nova albada: de l'1 de setembre de 2010 al 31 de desembre de 2011
- Resolució inherent: 15 de juny de 2014 - A determinar

### Medalla de servei
Les estrelles de servei estan autoritzades per indicar premis addicionals per a aquestes medalles de servei dels Estats Units :
- Medalla de Presoner de Guerra
- Medalla del Servei a la Defensa Nacional
- Medalla del Servei Humanitari
- Medalla de Campanya a l'Aire i l'Espai
- Medalla del Servei a les Forces Armades
- Cinta de l'Exèrcit del Servei al Mar
- Medalla de servei voluntari militar destacat[1]

Per a la Medalla del Servei de Defensa Nacional, l'addició d'estrelles de bronze del servei per indicar la participació en quatre dels conflictes de guerra designats es mostraria com (el període des del final de l'era de la Guerra de Corea el 1954 fins a l'inici de la Guerra Global contra el Terrorisme) l'època de l'any 2001 és de 47 anys, de manera que és molt improbable que qualsevol individu es qualifica per a les quatre medalles del Servei de Defensa Nacional en cadascuna de les quatre èpoques):
Guerra de Corea
Guerra del Vietnam
Guerra del Golf
Guerra contra el terrorisme
| Primer premi: qualsevol dels quatre conflictes |
| Segon premi: dos dels quatre conflictes        |
| Tercer premi: tres dels quatre conflictes      |
| Quart premi: quatre dels quatre conflictes     |

### Condecoracions d'unitat
Les estrelles de servei estan autoritzades per a determinades condecoracions d'unitat (la cinta de servei en sí indica el primer premi, amb una estrella de servei de bronze que s'afegeix per indicar el segon i els premis posteriors. Si és aplicable, es porta una estrella de servei de plata en lloc de cinc estrelles de bronze). com ara:
- Citació Presidencial d'Unitat (Exèrcit i Força Aèria)
- Elogi d'Unitat Naval (Cos de Marines i Marina)

### Estrelles de la campanya
Les estrelles de campanya estan autoritzades per a aquestes medalles de campanya dels Estats Units (les estrelles de campanya de bronze i plata es porten per indicar la participació en una campanya o fase o període de campanya designades):
- Medalla de la Victòria a la I Guerra Mundial
- Medalla del Servei de Defensa Americana
- Medalla de la Campanya Americana
- Medalla de la Campanya Europea-Africana-Orient Mitjà
- Medalla de la Campanya Asiàtica-Pacífica
- Medalla del Servei a Corea
- Medalla del Servei al Vietnam
- Medalla del Servei al Sud-oest Asiàtic
- Medalla de la Campanya a Kosovo
- Medalla de la Campanya de l'Afganistan
- Medalla de Campanya de Resolució Inherent - Inherent Resolve Campaign Medal

Per cada campanya designada a la qual s'ha participat, es porta una estrella a la cinta. Per exemple, quan un membre està autoritzat a portar la Medalla de la Campanya de l'Iraq, l'addició potencial d'estrelles de servei de bronze i plata per a les set fases designades de la Campanya de l'Iraq seria:
| Qualsevol de les set fases   |
| Dues de les set fases        |
| Tres de les set fases        |
| Quatre de les set fases      |
| Cinc de les set fases        |
| Sis de les set fases         |
| Les set fases de la campanya |

Per a molts d'aquests premis, les estrelles de servei s'obtenen mitjançant la participació en les fases de la campanya i tots els períodes elegibles per al premi es troben dins d'aquestes fases definides. En aquests casos, la medalla de campanya no es pot guanyar sola, i sempre s'ha de portar amb almenys una estrella de campanya.

## Estrelles de batalla
Des del 26 de febrer de 2004, la medalla expedicionària de la guerra global contra el terrorisme i la medalla del servei de la guerra mundial contra el terrorisme (GWOT-SM) estan autoritzades a ser guardonades amb estrelles de batalla de bronze i plata per al personal que va participar en batalles específiques en combat en circumstàncies que involucren greu perill de mort o lesions corporals greus per l'acció de l'enemic. No obstant això, encara que està autoritzada per a ser portada, cap estrella de batalla ha estat aprovada per a ser lluïda. Només un comandant combatent pot iniciar una sol·licitud per a una estrella de batalla, i el president de la Junta de Caps de l'Estat Major és l'autoritat d'aprovació, que des de gener de 2016 ha estat eliminat pel Departament de Defensa per al GWOT-SM.
Només es pot autoritzar un guardó de la Medalla Expedicionària de la Guerra Global contra el Terrorisme i un guardó de la Medalla del Servei de la Guerra Mundial contra el Terrorisme per a qualsevol persona. No es va autoritzar cap estrella de servei per a la Medalla expedicionària o de servei de la Guerra Global contra el Terrorisme [9] fins al 9 de febrer de 2015, quan el Departament de Defensa va autoritzar estrelles de servei per a la Medalla expedicionària de la Guerra Mundial contra el Terrorisme amb caràcter retroactiu a l'11 de setembre de 2001.

## Estrelles de servei anteriors i estrelles de batalla
Les estrelles del servei (de vegades s'anomenaven estrelles de campanya o estrelles de batalla) també estaven autoritzades per a la Medalla de la Victòria de la Primera Guerra Mundial, la Medalla del Servei de Defensa dels Estats Units, la Medalla de la Campanya Americana, la Medalla de la Campanya d'Europa-Àfrica-Orient Mitjà i la Medalla de la Campanya Asiàticopacifica. La forma específica de desgast i el simbolisme de les estrelles variava d'una medalla a una altra. Per exemple, una medalla de la campanya nord-americana amb una estrella del servei de bronze indicava que el membre del servei havia participat en una campanya antisubmarina. En altres medalles, les estrelles de servei de bronze es van utilitzar a la cinta de servei de la medalla per als destinataris de medalles en possessió de fermalls de campanya autoritzats per a aquestes medalles.

### Vaixells de guerra de la Marina
Històricament, durant la Segona Guerra Mundial i la Guerra de Corea, es van emetre elogis anomenats "estrelles de batalla" als vaixells de guerra de la Marina dels Estats Units per la seva participació meritòria en la batalla o per haver patit danys durant les condicions de la batalla. Com a exemple, l'USS Enterprise va rebre 20 estrelles de batalla pel seu servei de combat a la Segona Guerra Mundial, més que qualsevol altre vaixell nord-americà durant la Segona Guerra Mundial. De la mateixa manera, durant la Guerra del Vietnam i després, el Premi a l'Efectivitat a la Batalla ("Battle E") va ocupar el lloc de rebre "estrelles de batalla" per una eficiència de batalla superior en lloc de les operacions de combat.